# Spicata comis
Spicata comis är en loppart som först beskrevs av Jordan 1929.  Spicata comis ingår i släktet Spicata och familjen fågelloppor.

## Underarter
Arten delas in i följande underarter:
- S. c. comis
- S. c. scapoosei
- S. c. tacomae
- S. c. walkeri